# Хронологія світових рекордів з плавання на дистанції 1500 метрів вільним стилем
Перший світовий рекорд з плавання на 1500 метрів вільним стилем на довгій воді (50 метрів) Міжнародна федерація плавання (FINA) визнала 1908 року. У змаганнях на короткій воді (25 метрів) світовий рекорд вперше визнано 3 березня 1991 року.
Різке поліпшення світових рекордів у 2008/2009 роках збіглося в часі з запровадженням поліуретанових плавальних костюмів фірм Speedo (LZR, 50% поліуретану) 2008 року та Arena (X-Glide), Adidas (Hydrofoil), Jaked (всі зі 100% поліуретану) 2009 року. У січні 2010 FINA заборонила плавальні костюми зроблені з будь-якого матеріалу окрім текстилю. Крім того, FINA опублікувала список дозволених плавальних костюмів.

## Чоловіки

### На довгій воді
| #           | Час      |  | Ім'я                | Країна          | Дата            | Змагання                                              | Місце                                                   | Пос.        |
| ----------- | -------- |  | ------------------- | --------------- | --------------- | ----------------------------------------------------- | ------------------------------------------------------- | ----------- |
| 1           | 22:48.4  |  | Генрі Тейлор        | Велика Британія | 25 липня 1908   | Олімпійські ігри 1908                                 | Лондон, Об'єднане Королівство                           | [ 3 ]       |
| 2           | 22:00.0  |  | Джордж Годжсон      | Канада          | 10 липня 1912   | Олімпійські ігри 1912                                 | Стокгольм, Швеція                                       |             |
| 3           | 21:35.3  |  | Арне Борґ           | Швеція          | 8 липня 1923    | -                                                     | Гетеборг, Швеція                                        |             |
| 4           | 21:15.0  |  | Арне Борґ           | Швеція          | 30 січня 1924   | -                                                     | Сідней, Австралія                                       |             |
| 5           | 21:11.4  |  | Арне Борґ           | Швеція          | 13 липня 1924   | -                                                     | Париж, Франція                                          |             |
| 6           | 20:06.6  |  | Бой Чарлтон         | Австралія       | 15 липня 1924   | Олімпійські ігри 1924                                 | Париж, Франція                                          |             |
| 7           | 20:04.4  |  | Арне Борґ           | Швеція          | 18 серпня 1926  | -                                                     | Будапешт, Угорщина                                      |             |
| 8           | 19:07.2  |  | Арне Борґ           | Швеція          | 2 вересня 1927  | чемпіонат Європи з водних видів спорту 1927           | Болонья, Італія                                         |             |
| 9           | 18:58.8  |  | Томікацу Амано      | Японія          | 10 серпня 1938  | -                                                     | Токіо, Японія                                           |             |
| 10          | 18:35.7  |  | Сіро Хасідзуме      | Японія          | 16 серпня 1949  | -                                                     | Лос-Анджелес, Сполучені Штати Америки                   |             |
| 11          | 18:19.0  |  | Хіроношін Фурухаші  | Японія          | 16 серпня 1949  | -                                                     | Лос-Анджелес, Сполучені Штати Америки                   |             |
| 12          | 18:05.9  |  | Джордж Брін         | США             | 3 травня 1956   | -                                                     | Нью-Гейвен (Коннектикут), Сполучені Штати Америки       |             |
| 13          | 17:59.5  |  | Мюррей Роуз         | Австралія       | 30 жовтня 1956  | -                                                     | Мельбурн, Австралія                                     |             |
| 14          | 17:52.9  |  | Джордж Брін         | США             | 5 грудня 1956   | -                                                     | Мельбурн, Австралія                                     |             |
| 15          | 17:28.7  |  | Джон Конрадс        | Австралія       | 22 лютого 1958  | -                                                     | Мельбурн, Австралія                                     |             |
| 16          | 17:11.0  |  | Джон Конрадс        | Австралія       | 27 лютого 1960  | -                                                     | Сідней, Австралія                                       |             |
| 17          | 17:05.5  |  | Рой Саарі           | США             | 17 серпня 1963  | -                                                     | Токіо, Японія                                           |             |
| 18          | 17:01.8  |  | Мюррей Роуз         | Австралія       | 2 серпня 1964   | -                                                     | Лос-Алтос, Сполучені Штати Америки                      |             |
| 19          | 16:58.7  |  | Рой Саарі           | США             | 2 вересня 1964  | -                                                     | Нью-Йорк, Сполучені Штати Америки                       |             |
| 20          | 16:58.6  |  | Стівен Краузе       | США             | 15 серпня 1965  | -                                                     | Момі, Сполучені Штати Америки                           |             |
| 21          | 16:41.6  |  | Майкл Бертон        | США             | 21 серпня 1966  | -                                                     | Лінкольн, Сполучені Штати Америки                       |             |
| 22          | 16:34.1  |  | Майкл Бертон        | США             | 13 серпня 1967  | AAU Nationals                                         | Оук-Парк, Сполучені Штати Америки                       |             |
| 23          | 16:28.1  |  | Гільєрмо Ечеваррія  | Мексика         | 7 липня 1968    | Santa Clara Invitational                              | Санта-Клара, Сполучені Штати Америки                    |             |
| 24          | 16:08.57 |  | Майкл Бертон        | США             | 3 вересня 1968  | Відбіркові змагання до олімпійської збірної США       | Лонг-Біч, Сполучені Штати Америки                       |             |
| 25          | 16:04.5  |  | Майкл Бертон        | США             | 17 серпня 1969  | AAU Nationals                                         | Луїсвілл, Сполучені Штати Америки                       |             |
| 26          | 15:57.10 |  | Джон Кінселла       | США             | 23 серпня 1970  | AAU Nationals                                         | Лос-Анджелес, Сполучені Штати Америки                   |             |
| 27          | 15:52.91 |  | Рік Демонт          | США             | 6 серпня 1972   | Відбіркові змагання до олімпійської збірної США       | Чикаго, Сполучені Штати Америки                         |             |
| 28          | 15:52.58 |  | Майкл Бертон        | США             | 4 вересня 1972  | Олімпійські ігри 1972                                 | Мюнхен, Федеративна Республіка Німеччина (1949—1990)    |             |
| 29          | 15:51.02 |  | Рік Демонт          | США             | 25 серпня 1973  | AAU Nationals                                         | Луїсвілл, Сполучені Штати Америки                       |             |
| 30          | 15:37.80 |  | Стівен Голланд      | Австралія       | 5 вересня 1973  | Pre World Championship meet                           | Брисбен, Австралія                                      |             |
| 31          | 15:31.85 |  | Стівен Голланд      | Австралія       | 8 вересня 1973  | чемпіонат світу з водних видів спорту 1973            | Белград, Соціалістична Федеративна Республіка Югославія |             |
| 32          | 15:31.75 |  | Тім Шоу             | США             | 25 серпня 1974  | AAU Nationals                                         | Конкорд, Сполучені Штати Америки                        |             |
| 33          | 15:27.79 |  | Стівен Голланд      | Австралія       | 25 січня 1975   | New Zealand Games                                     | Крайстчерч, Нова Зеландія                               |             |
| 34          | 15:20.91 |  | Тім Шоу             | США             | 21 червня 1975  | Відбіркові змагання до збірної США на чемпіонат світу | Лонг-Біч, Сполучені Штати Америки                       |             |
| 35          | 15:10.89 |  | Стівен Голланд      | Австралія       | 27 лютого 1976  | Відбіркові змагання до олімпійської збірної Австралії | Сідней, Австралія                                       |             |
| 36          | 15:06.66 |  | Браян Ґуделл        | США             | 21 червня 1976  | Відбіркові змагання до олімпійської збірної США       | Лонг-Біч, Сполучені Штати Америки                       |             |
| 37          | 15:02.40 |  | Браян Ґуделл        | США             | 20 липня 1976   | Олімпійські ігри 1976                                 | Монреаль, Канада                                        |             |
| 38          | 14:58.27 |  | Володимир Сальников | СРСР            | 22 липня 1980   | Олімпійські ігри 1980                                 | Москва, Союз Радянських Соціалістичних Республік        |             |
| 39          | 14:56.35 |  | Володимир Сальников | СРСР            | 13 березня 1982 | URSvGDR Duel                                          | Москва, Союз Радянських Соціалістичних Республік        |             |
| 40          | 14:54.76 |  | Володимир Сальников | СРСР            | 22 лютого 1983  | Зимовий чемпіонат СРСР                                | Москва, Союз Радянських Соціалістичних Республік        |             |
| Неофіційний | 14:53.59 |  | Ґлен Гаусман        | Австралія       | 13 грудня 1989  | Australian Commonwealth Games Trials                  | Аделаїда, Австралія                                     | [ 4 ]       |
| 41          | 14:50.36 |  | Єрґ Гоффманн        | Німеччина       | 13 січня 1991   | чемпіонат світу з водних видів спорту 1991            | Перт, Австралія                                         |             |
| 42          | 14:48.40 |  | Кірен Перкінс       | Австралія       | 5 квітня 1992   | Відбіркові змагання до олімпійської збірної Австралії | Канберра, Австралія                                     |             |
| 43          | 14:43.48 |  | Кірен Перкінс       | Австралія       | 31 липня 1992   | Олімпійські ігри 1992                                 | Барселона, Іспанія                                      |             |
| 44          | 14:41.66 |  | Кірен Перкінс       | Австралія       | 24 серпня 1994  | 1994 Commonwealth Games                               | Вікторія, Канада                                        | [ 5 ]       |
| 45          | 14:34.56 |  | Ґрант Гаккетт       | Австралія       | 29 липня 2001   | чемпіонат світу з водних видів спорту 2001            | Фукуока, Японія                                         | [ 5 ]       |
| 46          | 14:34.14 |  | Сунь Ян             | КНР             | 31 липня 2011   | Чемпіонат світу з водних видів спорту 2011            | Шанхай, Китай                                           | [ 6 ] [ 7 ] |
| 47          | 14:31.02 |  | Сунь Ян             | КНР             | 4 серпня 2012   | Олімпійські ігри 2012                                 | Лондон, Об'єднане Королівство                           | [ 8 ]       |
| 48          | 14:30.67 |  | Роберт Фінк         | США             | 4 серпня 2024   | Олімпійські ігри                                      | Париж, Франція                                          |             |

### На короткій воді
| # | Час      |  | Ім'я                  | Країна    | Дата            | Змагання                             | Місце                                | Пос.   |
| - | -------- |  | --------------------- | --------- | --------------- | ------------------------------------ | ------------------------------------ | ------ |
| 1 | 14:32.40 |  | Кірен Перкінс         | Австралія | 2 лютого 1992   | Grand Prix                           | Канберра, Австралія                  |        |
| 2 | 14:26.52 |  | Кірен Перкінс         | Австралія | 14 липня 1993   | -                                    | Окленд, Нова Зеландія                |        |
| 3 | 14:19.55 |  | Ґрант Гаккетт         | Австралія | 27 вересня 1998 | Чемпіонат Австралії на короткій воді | Перт, Австралія                      | [ 10 ] |
| 4 | 14:10.10 |  | Ґрант Гаккетт         | Австралія | 7 серпня 2001   | Чемпіонат Австралії на короткій воді | Перт, Австралія                      | [ 10 ] |
| 5 | 14:08.06 |  | Грегоріо Пальтріньєрі | Італія    | 4 грудня 2015   | Чемпіонат Європи на короткій воді    | Нетанья, Ізраїль                     | [ 11 ] |
| 6 | 14:06.88 |  | Флоріан Веллброк      | Німеччина | 21 грудня 2021  | Чемпіонат світу                      | Абу-Дабі, Об'єднані Арабські Емірати | [ 12 ] |

## Жінки

### На довгій воді
| #  | Час      |    | Ім'я               | Країна          | Дата            | Змагання                                                    | Місце                                          | Пос.          |
| -- | -------- | -- | ------------------ | --------------- | --------------- | ----------------------------------------------------------- | ---------------------------------------------- | ------------- |
| 1  | 25:06.6  |    | Гелен Вейнрайт     | США             | 19 серпня 1922  | -                                                           | Нью-Йорк, Сполучені Штати Америки              |               |
| 2  | 24:07.6  |    | Етел Мак-Ґарі      | США             | 31 грудня 1925  | -                                                           | Корал-Гейблз, Сполучені Штати Америки          |               |
| 3  | 24:00.2  |    | Едіт Мейн          | Велика Британія | 15 вересня 1926 | -                                                           | Ексмут, Об'єднане Королівство                  |               |
| 4  | 23:44.6  |    | Марта Нореліус     | США             | 28 липня 1927   | -                                                           | Массапіква (Нью-Йорк), Сполучені Штати Америки |               |
| 5  | 23:17.2  |    | Гелен Медісон      | США             | 15 липня 1931   | -                                                           | Нью-Йорк, Сполучені Штати Америки              |               |
| 6  | 22:36.7  |    | Ґрете Фредеріксен  | Данія           | 26 червня 1936  | -                                                           | Копенгаген, Данія                              |               |
| 7  | 21:45.7  |    | Раґнгільд Гвеґер   | Данія           | 3 липня 1938    | -                                                           | Гельсінкі, Фінляндія                           |               |
| 8  | 21:10.1  |    | Раґнгільд Гвеґер   | Данія           | 11 серпня 1940  | -                                                           | Гельсінкі, Фінляндія                           |               |
| 9  | 20:57.0  |    | Раґнгільд Гвеґер   | Данія           | 20 серпня 1941  | -                                                           | Копенгаген, Данія                              |               |
| 10 | 20:46.5  |    | Лені де Нейс       | Нідерланди      | 23 липня 1955   | -                                                           | Утрехт, Нідерланди                             |               |
| 11 | 20:22.8  |    | Янс Костер         | Нідерланди      | 21 серпня 1956  | -                                                           | Утрехт, Нідерланди                             |               |
| 12 | 20:03.1  |    | Янс Костер         | Нідерланди      | 27 липня 1957   | -                                                           | Гілверсюм, Нідерланди                          |               |
| 13 | 19:25.7  |    | Ілза Конрадс       | Австралія       | 13 січня 1960   | -                                                           | Сідней, Австралія                              |               |
| 14 | 19:23.6  |    | Яне Седерквіст     | Швеція          | 8 вересня 1960  | -                                                           | Уппсала, Швеція                                |               |
| 15 | 19:02.8  |    | Margareta Rylander | Швеція          | 27 червня 1961  | -                                                           | Уппсала, Швеція                                |               |
| 16 | 18:44.0  |    | Каролін Гаус       | США             | 16 серпня 1962  | -                                                           | Чикаго, Сполучені Штати Америки                |               |
| 17 | 18:30.5  |    | Патті Каретто      | США             | 30 липня 1964   | -                                                           | Лос-Алтос, Сполучені Штати Америки             |               |
| 18 | 18:23.7  |    | Патті Каретто      | США             | 12 серпня 1965  | -                                                           | Лос-Алтос, Сполучені Штати Америки             |               |
| 19 | 18:12.9  |    | Патті Каретто      | США             | 21 серпня 1966  | -                                                           | Лінкольн, Сполучені Штати Америки              |               |
| 20 | 18:11.1  |    | Деббі Меєр         | США             | 9 липня 1967    | Santa Clara Invitational                                    | Санта-Клара, Сполучені Штати Америки           |               |
| 21 | 17:50.2  |    | Деббі Меєр         | США             | 20 серпня 1967  | AAU Nationals                                               | Філадельфія, Сполучені Штати Америки           |               |
| 22 | 17:31.2  |    | Деббі Меєр         | США             | 21 серпня 1968  | -                                                           | Лос-Анджелес, Сполучені Штати Америки          |               |
| 23 | 17:19.9  |    | Деббі Меєр         | США             | 17 серпня 1969  | AAU Nationals                                               | Луїсвілл, Сполучені Штати Америки              |               |
| 24 | 17:19.20 |    | Кеті Калгун        | США             | 28 серпня 1971  | AAU Nationals                                               | Х'юстон, Сполучені Штати Америки               |               |
| 25 | 17:00.6  |    | Шейн Ґоулд         | Австралія       | 12 грудня 1971  | -                                                           | Сідней, Австралія                              |               |
| 26 | 16:56.9  |    | Шейн Ґоулд         | Австралія       | 11 лютого 1973  | Чемпіонат Австралії                                         | Аделаїда, Австралія                            |               |
| 27 | 16:54.14 |    | Джо Гаршбарґер     | США             | 25 серпня 1973  | Відбіркові змагання до збірної США на чемпіонат світу       | Луїсвілл, Сполучені Штати Америки              |               |
| 28 | 16:49.9  |    | Дженніфер Туррелл  | Австралія       | 9 грудня 1973   | Top-level meet                                              | Сідней, Австралія                              |               |
| 29 | 16:48.2  |    | Дженніфер Туррелл  | Австралія       | 9 січня 1974    | Чемпіонат Нового Південного Уельсу                          | Сідней, Австралія                              |               |
| 30 | 16:43.4  |    | Дженніфер Туррелл  | Австралія       | 13 липня 1974   | -                                                           | Сідней, Австралія                              |               |
| 31 | 16:39.28 |    | Дженніфер Туррелл  | Австралія       | 3 серпня 1974   | Los Angeles Invitational                                    | Лос-Анджелес, Сполучені Штати Америки          |               |
| 32 | 16:33.94 |    | Дженніфер Туррелл  | Австралія       | 25 серпня 1974  | AAU Nationals                                               | Конкорд, Сполучені Штати Америки               |               |
| 33 | 16:24.60 |    | Alice Browne       | США             | 21 серпня 1977  | AAU Nationals                                               | Мішн-В'єхо, Сполучені Штати Америки            |               |
| 34 | 16:14.93 |    | Трейсі Вікгем      | Австралія       | 8 лютого 1978   | Invitational                                                | Брисбен, Австралія                             |               |
| 35 | 16:06.63 |    | Трейсі Вікгем      | Австралія       | 25 лютого 1979  | Чемпіонат Австралії                                         | Перт, Австралія                                |               |
| 36 | 16:04.49 |    | Кім Лінеген        | США             | 19 серпня 1979  | AAU Nationals                                               | Форт-Лодердейл, Сполучені Штати Америки        |               |
| 37 | 16:00.73 |    | Дженет Еванс       | США             | 31 липня 1987   | Чемпіонат США і відбіркові змагання на Панамериканські ігри | Орландо, Сполучені Штати Америки               |               |
| 38 | 15:52.10 |    | Дженет Еванс       | США             | 26 березня 1988 | Весняний чемпіонат США                                      | Орландо, Сполучені Штати Америки               |               |
| 39 | 15:42.54 |    | Кейт Зіглер        | США             | 17 червня 2007  | TYR Meet of Champions                                       | Мішн-В'єхо, Сполучені Штати Америки            | [ 13 ]        |
| 40 | 15:36.53 |    | Кейті Ледекі       | США             | 30 липня 2013   | Чемпіонат світу                                             | Барселона, Іспанія                             | [ 14 ]        |
| 41 | 15:34.23 |    | Кейті Ледекі       | США             | 19 червня 2014  | Woodlands Senior Invitational Meet                          | Шенандоа, Сполучені Штати Америки              | [ 15 ]        |
| 42 | 15:28.36 |    | Кейті Ледекі       | США             | 24 серпня 2014  | Пантихоокеанський чемпіонат                                 | Голд-Кост, Австралія                           | [ 16 ]        |
| 43 | 15:27.71 | пз | Кейті Ледекі       | США             | 3 серпня 2015   | Чемпіонат світу                                             | Казань, Росія                                  | [ 17 ] [ 18 ] |
| 44 | 15:25.48 |    | Кейті Ледекі       | США             | 4 серпня 2015   | Чемпіонат світу                                             | Казань, Росія                                  | [ 19 ]        |
| 45 | 15:20.48 |    | Кейті Ледекі       | США             | 16 травня 2018  | TYR Pro Swim Series                                         | Індіанаполіс, Сполучені Штати Америки          | [ 20 ]        |

### На короткій воді
| # | Час      |  | Ім'я            | Країна        | Дата           | Змагання                           | Місце                              | Пос.   |
| - | -------- |  | --------------- | ------------- | -------------- | ---------------------------------- | ---------------------------------- | ------ |
| 1 | 15:43.31 |  | Петра Шнайдер   | НДР           | 10 січня 1982  | -                                  | Гейнсвілл, Сполучені Штати Америки |        |
| 2 | 15:42.39 |  | Лор Маноду      | Франція       | 20 2004        | Регіональні змагання               | Ла-Рош-сюр-Іон, Франція            | [ 21 ] |
| 3 | 15:32.90 |  | Кейт Зіглер     | США           | 12 жовтня 2007 | Alex Athletics Jubiläums Challenge | Ессен, Німеччина                   | [ 21 ] |
| 4 | 15:28.65 |  | Лотте Фрійс     | Данія         | 29 2009        | Local Club Meet                    | Копенгаген, Данія                  | [ 22 ] |
| 5 | 15:26.95 |  | Мірея Бельмонте | Іспанія       | 29 2013        | Чемпіонат Іспанії                  | Кастельйон-де-ла-Плана, Іспанія    | [ 23 ] |
| 6 | 15:22.68 |  | Лорен Бойл      | Нова Зеландія | 9 серпня 2014  | Зимовий чемпіонат Веллінгтона      | Веллінгтон, Нова Зеландія          | [ 24 ] |
| 7 | 15:19.71 |  | Мірея Бельмонте | Іспанія       | 12 грудня 2014 | Чемпіонат Іспанії                  | Сабадель, Іспанія                  | [ 25 ] |
| 8 | 15:18.01 |  | Сара Келер      | Німеччина     | 16 2019        | Чемпіонат Німеччини                | Берлін, Німеччина                  | [ 26 ] |
| 9 | 15:08.24 |  | Кейті Ледекі    | США           | 29 жовтня 2022 | Кубок світу FINA                   | Торонто, Канада                    | [ 27 ] |

## Найкращі 25 за увесь час

### Чоловіки на довгій воді
- Актуально станом на лютий 2024[28]

| Міс. | Час      | Плавець                           | Дата            | Місце          | Пос.   |
| ---- | -------- | --------------------------------- | --------------- | -------------- | ------ |
| 1    | 14:31.02 | Сунь Ян (CHN)                     | 4 серпня 2012   | Лондон         |        |
| 2    | 14:31.54 | Ахмед Аюб Хафнауї (TUN)           | 30 липня 2023   | Фукуока        | [ 29 ] |
| 3    | 14:31.59 | Роберт Фінк (USA)                 | 30 липня 2023   | Фукуока        | [ 29 ] |
| 4    | 14:32.80 | Грегоріо Пальтріньєрі (ITA)       | 25 червня 2022  | Будапешт       | [ 30 ] |
| 5    | 14:34.07 | Денієл Віффен (IRL)               | 18 лютого 2024  | Доха           | [ 31 ] |
| 6    | 14:34.56 | Ґрант Гаккетт (AUS)               | 29 липня 2001   | Фукуока        |        |
| 7    | 14:34.89 | Флоріан Веллброк (GER)            | 21 квітня 2023  | Берлін         | [ 32 ] |
| 8    | 14:36.10 | Михайло Романчук (UKR)            | 16 серпня 2022  | Рим            | [ 33 ] |
| 9    | 14:37.28 | Уссама Меллулі (TUN)              | 2 серпня 2009   | Рим            |        |
| 9    | 14:37.28 | Семюел Шорт (AUS)                 | 30 липня 2023   | Фукуока        | [ 29 ] |
| 11   | 14:39.48 | Коннор Джегер (USA)               | 13 серпня 2016  | Ріо-де-Жанейро |        |
| 12   | 14:39.54 | Мак Гортон (AUS)                  | 13 квітня 2016  | Аделаїда       |        |
| 13   | 14:39.63 | Раян Кокрейн (CAN)                | 4 серпня 2012   | Лондон         |        |
| 14   | 14:40.28 | Лукас Мертенс (GER)               | 25 березня 2022 | Магдебург      | [ 34 ] |
| 15   | 14:40.86 | Габріеле Детті (ITA)              | 13 серпня 2016  | Ріо-де-Жанейро |        |
| 16   | 14:41.13 | Прилуков Юрій Олександрович (RUS) | 15 серпня 2008  | Пекін          |        |
| 17   | 14:41.66 | Кірен Перкінс (AUS)               | 24 серпня 1994  | Вікторія       |        |
| 18   | 14:43.53 | Свен Шварц (GER)                  | 11 серпня 2023  | Дублін         | [ 35 ] |
| 19   | 14:44.72 | Давід Обрі (FRA)                  | 28 липня 2019   | Кванджу        |        |
| 20   | 14:45.03 | Джордан Вілімовскі (USA)          | 13 серпня 2016  | Ріо-де-Жанейро |        |
| 21   | 14:45.29 | Ларсен Дженсен (USA)              | 21 серпня 2004  | Афіни          |        |
| 22   | 14:45.35 | Генрік Крістіансен (NOR)          | 28 липня 2019   | Кванджу        |        |
| 23   | 14:45.54 | Пітер Вандеркаай (USA)            | 29 червня 2008  | Омаха          |        |
| 24   | 14:45.66 | Гердьо Кіш (HUN)                  | 31 липня 2011   | Шанхай         |        |
| 25   | 14:45.84 | Чжан Лінь (CHN)                   | 15 серпня 2008  | Пекін          |        |

#### Нотатки
Нижче подано список інших часів, однакових або кращих за 14:45.84:
- Грегоріо Пальтріньєрі проплив ще за 14:33.10 (2020), 14:34.04 (2016), 14:34.57 (2016), 14:35.85 (2017), 14:37.08 (2017), 14:38.34 (2019), 14:38.75 (2019), 14:39.67 (2015), 14:39.79 (2022), 14:39.93 (2014), 14:40.38 (2021), 14:40.61 (2016), 14:41.38 (2023), 14:42.66 (2019), 14:42.85 (2018), 14:42.91 (2016, 2021), 14:43.87 (2015), 14:44.31 (2017), 14:44.39 (2022), 14:44.50 (2014), 14:44.51 (2016), 14:45.01 (2021), 14:45.02 (2020), 14:45.37 (2013), 14:45.80 (2019).
- Сунь Ян проплив ще за 14:34.14 (2011), 14:35.43 (2010), 14:41.15 (2013), 14:42.30 (2012), 14:42.52 (2011), 14:43.25 (2012), 14:44.10 (2012), 14:45.78 (2011).
- Денієл Віффен проплив ще за 14:34.91 (2023), 14:35.79 (2023), 14:43.01 (2023), 14:43.50 (2023).
- Флоріан Веллброк проплив ще за 14:36.15 (2018), 14:36.45 (2021), 14:36.54 (2019), 14:36.94 (2022), 14:40.18 (2023), 14:40.69 (2018), 14:40.91 (2021), 14:42.91 (2019), 14:44.61 (2024), 14:44.80 (2019).
- Роберт Фінк проплив ще за 14:36.70 (2022), 14:39.65 (2021), 14:42.81 (2023), 14:43.06 (2023), 14:45.72 (2022).
- Михайло Романчук проплив ще за 14:36.88 (2018), 14:37.14 (2017), 14:37.63 (2019), 14:39.89 (2021), 14:40.21 (2023), 14:40.66 (2021), 14:40.98 (2022), 14:41.39 (2023), 14:41.63 (2020), 14:44.11 (2017).
- Уссама Меллулі проплив ще за 14:38.01 (2009), 14:40.31 (2012), 14:40.84 (2008).
- Ґрант Гаккетт проплив ще за 14:38.92 (2008), 14:41.53 (2008), 14:41.65 (2002), 14:42.58 (2005), 14:43.14 (2003), 14:43.40 (2004), 14:44.94 (2005), 14:45.60 (1999).
- Раян Кокрейн проплив ще за 14:40.84 (2008), 14:41.38 (2009), 14:42.48 (2013), 14:42.69 (2008), 14:44.03 (2014), 14:44.46 (2011).
- Лукас Мертенс проплив ще за 14:40.85 (2023), 14:40.89 (2022), 14:44.51 (2023).
- Коннор Джегер проплив ще за 14:41.20 (2015), 14:45.74 (2016).
- Прилуков Юрій Олександрович проплив ще за 14:43.21 (2008).
- Кірен Перкінс проплив ще за 14:43.48 (1992).
- Мак Гортон проплив ще за 14:44.09 (2015).
- Давід Обрі проплив ще за 14:44.85 (2024).

### Чоловіки на короткій воді
- Актуально станом на грудень 2023[36]

| Міс. | Час      | Плавець                           | Дата              | Місце           | Пос.   |
| ---- | -------- | --------------------------------- | ----------------- | --------------- | ------ |
| 1    | 14:06.88 | Флоріан Веллброк (GER)            | 21 грудня 2021    | Абу-Дабі        | [ 12 ] |
| 2    | 14:08.06 | Грегоріо Пальтріньєрі (ITA)       | 4 грудня 2015     | Нетанья         |        |
| 3    | 14:09.11 | Денієл Віффен (IRL)               | 7 грудня 2023     | Отопень         | [ 37 ] |
| 4    | 14:09.14 | Михайло Романчук (UKR)            | 16 грудня 2018    | Huangzhou       |        |
| 5    | 14:10.10 | Ґрант Гаккетт (AUS)               | 7 серпня 2001     | Австралія       |        |
| 6    | 14:10.94 | Ахмед Аюб Хафнауї (TUN)           | 21 грудня 2021    | Абу-Дабі        |        |
| 7    | 14:15.51 | Пак Тхе Хван (KOR)                | 11 грудня 2016    | Віндзор         |        |
| 8    | 14:16.13 | Прилуков Юрій Олександрович (RUS) | 9 грудня 2006     | Фінляндія       |        |
| 9    | 14:18.00 | Габріеле Детті (ITA)              | 4 грудня 2015     | Нетанья         |        |
| 10   | 14:18.15 | Генрік Крістіансен (NOR)          | 6 грудня 2019     | Велика Британія |        |
| 11   | 14:18.79 | Уссама Меллулі (TUN)              | 7 грудня 2014     | Доха            |        |
| 12   | 14:19.29 | Коннор Джегер (USA)               | 12 грудня 2015    | США             |        |
| 13   | 14:19.62 | Дам'єн Жолі (FRA)                 | 13 грудня 2022    | Мельбурн        | [ 38 ] |
| 14   | 14:20.44 | Jan Wolfgarten (GER)              | 12 грудня 2009    | Стамбул         |        |
| 15   | 14:21.78 | Давід Обрі (FRA)                  | 7 грудня 2023     | Отопень         | [ 37 ] |
| 16   | 14:22.47 | Чжан Лінь (CHN)                   | 21 лютого 2009    | Токіо           | [ 39 ] |
| 17   | 14:22.77 | Девід Джонстон (USA)              | 27 серпня 2022    | Сідней          | [ 40 ] |
| 18   | 14:23.27 | David Betlehem (HUN)              | 1 листопада 2023  | Дебрецен        | [ 41 ] |
| 19   | 14:23.31 | Zalan Sarkany (HUN)               | 1 листопада 2023  | Дебрецен        | [ 41 ] |
| 20   | 14:23.35 | Раян Кокрейн (CAN)                | 7 грудня 2014     | Доха            |        |
| 21   | 14:24.00 | Тімоті Шаттлворт (GBR)            | 17 грудня 2016    | Велика Британія |        |
| 22   | 14:24.17 | Aleksandr Stepanov (RUS)          | 25 листопада 2023 | Санкт-Петербург | [ 42 ] |
| 23   | 14:24.21 | Федеріко Кольбертальдо (ITA)      | 13 грудня 2008    | Рієка           |        |
| 24   | 14:24.31 | Доменіко Ачеренца (ITA)           | 21 грудня 2021    | Абу-Дабі        | [ 12 ] |
| 25   | 14:24.54 | Матеуш Савримовіч (POL)           | 15 грудня 2007    | Будапешт        |        |

#### Нотатки
Нижче подано список інших часів, однакових або кращих за 14:24.54:
- Грегоріо Пальтріньєрі проплив ще за 14:09.87 (2018), 14:13.07 (2021), 14:16.10 (2014), 14:16.88 (2022), 14:17.14 (2019), 14:18.10 (2019), 14:20.24 (2015), 14:21.00 (2021), 14:21.50 (2015), 14:21.94 (2016), 14:22.93 (2017), 14:24.39 (2016).
- Флоріан Веллброк проплив ще за 14:09.88 (2021).
- Михайло Романчук проплив ще за 14:11.47 (2021), 14:14.59 (2017), 14:15.49 (2016), 14:18.53 (2016), 14:21.50 (2018), 14:21.58 (2019), 14:22.18 (2023).
- Денієл Віффен проплив ще за 14:14.45 (2022).
- Габріеле Детті проплив ще за 14:18.33 (2017).
- Ґрант Гаккетт проплив ще за 14:19.55 (1998).
- Генрік Крістіансен проплив ще за 14:21.53 (2017), 14:23.00 (2023), 14:23.60 (2015), 14:24.08 (2022).
- Прилуков Юрій Олександрович проплив ще за 14:22.98 (2008), 14:23.92 (2006).
- Давід Обрі проплив ще за 14:23.44 (2018).
- Дам'єн Жолі проплив ще за 14:24.00 (2018).
- Уссама Меллулі проплив ще за 14:24.16 (2010).

### Жінки на довгій воді
- Актуально станом на липень 2023[43]

| Міс. | Час      | Плавчиня                               | Дата            | Місце        | Пос.   |
| ---- | -------- | -------------------------------------- | --------------- | ------------ | ------ |
| 1    | 15:20.48 | Кейті Ледекі (USA)                     | 16 травня 2018  | Індіанаполіс |        |
| 2    | 15:38.88 | Лотте Фрійс (DEN)                      | 30 липня 2013   | Барселона    |        |
| 3    | 15:40.14 | Лорен Бойл (NZL)                       | 4 серпня 2015   | Казань       |        |
| 4    | 15:40.89 | Сімона Квадарелла (ITA)                | 23 липня 2019   | Кванджу      |        |
| 5    | 15:41.41 | Еріка Салліван (USA)                   | 28 липня 2021   | Токіо        | [ 44 ] |
| 6    | 15:41.49 | Ван Цзяньцзяхе (CHN)                   | 26 липня 2021   | Токіо        | [ 45 ] |
| 7    | 15:42.54 | Кейт Зіглер (USA)                      | 17 червня 2007  | Мішн-В'єхо   |        |
| 8    | 15:42.91 | Сара Келер (GER)                       | 28 липня 2021   | Токіо        | [ 44 ] |
| 9    | 15:44.89 | Кейті Ґраймс (USA)                     | 20 червня 2022  | Будапешт     | [ 46 ] |
| 10   | 15:44.93 | Алессія Філіппі (ITA)                  | 28 липня 2009   | Рим          |        |
| 11   | 15:45.71 | Лі Бінцзє (CHN)                        | 25 липня 2023   | Фукуока      | [ 47 ] |
| 12   | 15:46.13 | Медді Ґоф (AUS)                        | 15 червня 2021  | Аделаїда     | [ 48 ] |
| 13   | 15:47.09 | Богларка Капаш (HUN)                   | 4 серпня 2015   | Казань       |        |
| 14   | 15:47.26 | Язмін Карлін (GBR)                     | 26 червня 2013  | Шеффілд      |        |
| 15   | 15:48.53 | Кирпичникова Анастасія Дмитрівна (FRA) | 25 липня 2023   | Фукуока      | [ 47 ] |
| 16   | 15:48.96 | Лані Паллістер (AUS)                   | 20 червня 2022  | Будапешт     | [ 46 ] |
| 17   | 15:50.89 | Мірея Бельмонте (ESP)                  | 25 липня 2017   | Будапешт     |        |
| 18   | 15:51.68 | Дельфіна Піньятьєло (ARG)              | 15 червня 2019  | Барселона    |        |
| 19   | 15:52.10 | Дженет Еванс (USA)                     | 26 березня 1988 | Орландо      |        |
| 20   | 15:52.17 | Джессіка Ешвуд (AUS)                   | 4 серпня 2015   | Казань       |        |
| 21   | 15:52.37 | Камелія Аліна Потек (ROU)              | 22 квітня 2009  | Монпельє     |        |
| 22   | 15:54.19 | Ешлі Твічелл (USA)                     | 23 липня 2019   | Кванджу      |        |
| 23   | 15:54.30 | Крістел Кобріх (CHI)                   | 29 липня 2013   | Барселона    |        |
| 24   | 15:54.48 | Айна Кешей (HUN)                       | 21 липня 2019   | Кванджу      |        |
| 25   | 15:54.58 | Ізабель Марі Ґозе (GER)                | 25 липня 2023   | Фукуока      | [ 47 ] |

#### Нотатки
Нижче подано список інших часів, однакових або кращих за 15:54.58:
- Кейті Ледекі пропливла ще за 15:25.48 (2015), 15:26.27 (2023), 15:27.71 (2015), 15:28.36 (2014), 15:29.51 (2020), 15:29.64 (2023), 15:30.15 (2022), 15:31.82 (2017), 15:34.23 (2014), 15:35.35 (2021), 15:35.65 (2017), 15:35.98 (2019), 15:36.53 (2013), 15:37.34 (2021), 15:37.99 (2023), 15:38.81 (2024), 15:38.97 (2018), 15:38.99 (2022), 15:39.45 (2022), 15:40.50 (2021), 15:40.55 (2021), 15:40.63 (2022), 15:41.22 (2023), 15:42.23 (2015), 15:42.92 (2021), 15:43.10 (2021), 15:44.13 (2022), 15:45.32 (2021), 15:45.59 (2019), 15:46.38 (2023), 15:47.02 (2022), 15:47.15 (2013), 15:47.54 (2017), 15:48.90 (2019), 15:49.26 (2013).
- Сімона Квадарелла пропливла ще за 15:43.31 (2023), 15:46.99 (2024), 15:47.34 (2021), 15:48.81 (2021), 15:48.84 (2019), 15:51.59 (2019), 15:51.61 (2018), 15:53.24 (2023), 15:53.29 (2023), 15:53.59 (2021), 15:53.86 (2017), 15:53.97 (2021), 15:54.15 (2022).
- Лорен Бойл пропливла ще за 15:44.71 (2013).
- Ван Цзяньцзяхе пропливла ще за 15:45.59 (2020), 15:46.37 (2021), 15:46.69 (2019), 15:49.07 (2021), 15:49.85 (2019), 15:51.00 (2019), 15:51.33 (2021), 15:53.01 (2018), 15:53.68 (2018)
- Лотте Фрійс пропливла ще за 15:46.30 (2009), 15:49.00 (2015), 15:49.18 (2013), 15:49.59 (2011), 15:54.23 (2015).
- Еріка Салліван пропливла ще за 15:46.67 (2021), 15:51.18 (2021).
- Сара Келер пропливла ще за 15:48.83 (2019), 15:52.20 (2021), 15:52.67 (2021), 15:54.08 (2019).
- Лані Паллістер пропливла ще за 15:49.17 (2023), 15:49.94 (2023), 15:54.52 (2024).
- Богларка Капаш пропливла ще за 15:50.22 (2016).
- Кирпичникова Анастасія Дмитрівна пропливла ще за 15:50.22 (2021), 15:53.18 (2020).
- Лі Бінцзє пропливла ще за 15:51.18 (2023), 15:51.21 (2023), 15:52.31 (2021), 15:52.87 (2017), 15:53.80 (2018).
- Кейті Ґраймс пропливла ще за 15:51.36 (2022), 15:52.12 (2021).
- Кейт Зіглер пропливла ще за 15:53.05 (2007).

### Жінки на короткій воді
- Актуально станом на грудень 2023[49]

| Міс. | Час      | Плавчиня                               | Дата              | Місце          | Пос.   |
| ---- | -------- | -------------------------------------- | ----------------- | -------------- | ------ |
| 1    | 15:08.24 | Кейті Ледекі (USA)                     | 29 жовтня 2022    | Торонто        | [ 50 ] |
| 2    | 15:18.01 | Сара Келер (GER)                       | 16 листопада 2019 | Берлін         |        |
| 3    | 15:18.30 | Кирпичникова Анастасія Дмитрівна (RUS) | 5 листопада 2021  | Казань         | [ 51 ] |
| 4    | 15:19.71 | Мірея Бельмонте (ESP)                  | 12 грудня 2014    | Сабадель       |        |
| 5    | 15:21.43 | Лані Паллістер (AUS)                   | 16 грудня 2022    | Мельбурн       | [ 52 ] |
| 6    | 15:22.68 | Лорен Бойл (NZL)                       | 9 серпня 2014     | Веллінгтон     |        |
| 7    | 15:25.50 | Ізабель Марі Ґозе (GER)                | 18 листопада 2023 | Вупперталь     | [ 53 ] |
| 8    | 15:28.65 | Лотте Фрійс (DEN)                      | 28 листопада 2009 | Біркеред       |        |
| 9    | 15:29.74 | Сімона Квадарелла (ITA)                | 5 березня 2021    | Рим            | [ 54 ] |
| 9    | 15:29.74 | Сімона Квадарелла (ITA)                | 24 квітня 2021    | Pietralata     | [ 55 ] |
| 10   | 15:31.19 | Медді Ґоф (AUS)                        | 26 вересня 2020   | Брисбен        |        |
| 11   | 15:32.90 | Кейт Зіглер (USA)                      | 14 жовтня 2007    | Ессен          |        |
| 12   | 15:34.31 | Каріна Лі (AUS)                        | 26 листопада 2020 | Брисбен        |        |
| 13   | 15:36.43 | Мартіна Караміньйолі (ITA)             | 5 березня 2021    | Рим            | [ 54 ] |
| 14   | 15:37.78 | Erika Villaecija (ESP)                 | 26 листопада 2009 | Кастельйон     |        |
| 15   | 15:38.64 | Phoebe Hines (AUS)                     | 26 листопада 2020 | Брисбен        |        |
| 16   | 15:40.05 | Леоні Бек (GER)                        | 25 жовтня 2019    | Вупперталь     | [ 56 ] |
| 17   | 15:40.52 | Moesha Johnson (AUS)                   | 26 листопада 2020 | Брисбен        |        |
| 18   | 15:41.80 | Лі Бінцзє (CHN)                        | 28 жовтня 2022    | Пекін          | [ 57 ] |
| 19   | 15:42.05 | Кейті Ґраймс (USA)                     | 4 листопада 2022  | Індіанаполіс   | [ 58 ] |
| 20   | 15:42.39 | Лор Маноду (FRA)                       | 20 листопада 2004 | Ла-Рош-сюр-Іон |        |
| 21   | 15:43.31 | Петра Шнайдер (GDR)                    | 10 січня 1982     | Гейнсвілл      |        |
| 22   | 15:43.83 | Джессіка Ешвуд (AUS)                   | 25 листопада 2015 | Сідней         |        |
| 23   | 15:44.84 | Коборі Вака (JPN)                      | 14 лютого 2021    | Йокогама       | [ 59 ] |
| 24   | 15:45.29 | Мерве Тунджель (TUR)                   | 22 грудня 2020    | Стамбул        |        |
| 25   | 15:45.89 | Laura Crockart (AUS)                   | 22 серпня 2013    | Сідней         |        |

#### Нотатки
Нижче подано список інших часів, однакових або кращих за 15:45.89:
- Кирпичникова Анастасія Дмитрівна пропливла ще за 15:20.12 (2023), 15:26.08 (2021), 15:35.01 (2022), 15:35.55 (2022), 15:41.88 (2019).
- Лані Паллістер пропливла ще за 15:24.63 (2022), 15:28.33 (2020).
- Сімона Квадарелла пропливла ще за 15:34.16 (2021), 15:35.82 (2019), 15:37.05 (2023).
- Мартіна Караміньйолі пропливла ще за 15:37.33 (2021).